# 高垣葵
高垣 葵（たかがき まもる、1928年11月10日 - 2015年10月1日）は、日本の脚本家。
東京都出身。北海道大学文学部卒。戦後、民間放送発足時から、ラジオ・テレビ・舞台の数多くの作品を発表。代表作は『1丁目1番地』『空中都市008』など多数。のち、若手俳優養成劇団「劇団ノルテ」を結成したほか、ドキュメンタリーも数多く手がけており、 1993年、ラジオ『死刑の構図』（ニッポン放送）では各賞を受賞。2015年10月没。父は児童文学作家・小説家の高垣眸、長男は音楽家の高垣薫。

## 略歴
1928年（昭和3年）11月10日、東京都青梅市で生まれる、本名高垣克。1949年（昭和24年）4月北海道大学文学部国文科に入学、1951年（昭和26年）NHK札幌放送劇団に1期生として入団。声優、シナリオ作家としての活動を始める。同期の仲間には若山弦蔵や牟田悌三などがいた。卒業後の1953年（昭和28年）帰京し、日本大学第二高等学校の国語科担当の教諭となる。同年11月文部省主催芸術祭参加作品に応募し「底流」で第一席を得る。それを期に退職、一躍売れっ子作家となり主にラジオの連続ドラマを多い時には週に8本も手がける超多忙な生活が10年近く続いた。
1968年（昭和43年）休筆を宣言。1973年（昭和48年）「劇団ノルテ」を設立し若手俳優の養成を始める。以降主な執筆を舞台台本に切り換え「町田ひなた村劇団」「あきる野劇団」など同時に6つの劇団を主宰、ノンフィクション劇やミュージカルなどの公演を頻繁に行い、2015年（平成27年）10月1日、86歳で亡くなるまで精力的に活動を続けた。シナリオ作家としての活動は昭和中期、後期に集中し紛失した台本を除いてもその本数は10,000作以上にのぼる。視聴率を稼ぐ作家として重宝がられた故の多作だった。

## 作品

### ドラマ
- 宇宙少年 （NHK）
- 怪盗黒頭巾（高垣眸原作）
- 夕やけ天使
- 横丁の大将[2] （NHK）
- ホームラン教室 （NHK 小柳徹主演）
- 鞍馬天狗 （MBS 大瀬康一主演）
- 花の番地（ABC 弘田三枝子主演）

### 映画
- 高丸菊丸 疾風篇（松本錦四郎主演）原作担当

### ラジオ
- 一丁目一番地（NHKラジオ、黒柳徹子出演）
- パパ行ってらっしゃい（TBSラジオ、中村メイコ主演）

### 漫画
- 海の王子 （藤子不二雄作品）原作担当

### 舞台
- 一丁目一番地
- ホスピス
- マジョルカの雨
- 赤い傘

### 小説
- 空中都市008 （ますみ書房）

### 作詞
- 早川電機工業（現：シャープ）「シャープ坊やの歌」（作曲：宇野誠一郎、歌：楠トシエ）